# 川瀬竹春
川瀬 竹春（かわせ ちくしゅん、1923年11月2日 - 2007年9月19日）は、陶芸家。川瀬竹翁（初代川瀬竹春としても知られている）の長男。
1949年、京都より父初代川瀬竹春と共に神奈川県大磯の三井別邸・城山窯に移住。祥瑞染付、赤絵などを継承し、金襴手、豆彩、釉裏紅、染付、黄南京、青白磁、瑠璃金彩を独自の作品を発表した。

## 略歴
- 1923年（大正12年）川瀬竹翁（初代川瀬竹春）の長男として京都市に生誕。
- 1939年（昭和14年）京都市美術学校（現京都市立芸術大学）絵画科を経て父川瀬竹翁（初代川瀬竹春）のもとで修行。
- 1949年（昭和24年）京都より父川瀬竹翁（初代竹春）と共に神奈川県大磯三井城山窯に移る。
- 1960年（昭和35年）神奈川県中郡大磯町国府本郷に「古余呂技窯」を築窯し独立。
- 1979年（昭和54年）二代川瀬竹春を襲名。（初代川瀬竹春は川瀬竹翁と号す）
- 2007年（平成19年）9月19日、心不全のため死去[1]。享年85（満83歳没）。

## 系譜
- 初代川瀬竹春 （1979年に川瀬竹翁と号す。1894年 - 1983年）
- 二代川瀬竹春 （初代川瀬竹春の長男。竹春を名乗るまでは川瀬順一。1923年 - 2007年）